# Međuzemlje
Međuzemlje (eng. Middle Earth) Tolkienov je izmišljeni svijet u koji smješta radnju svojih najpoznatijih djela poput Gospodara prstenova, Hobita, Silmarilliona i dr. Početno nadahnuće za ime "Međuzemlje" dolazi iz pjesme poznate pod nazivom “Crist of Cynewulf” gdje ga je oduševio dio:
“Eala Earendel, engla beorthast, Ofer middangeard monnum sended”
“pozdrav Earendele, najsjajniji od svih anđela, preko međuzemlja poslan čovjeku”
gdje riječ "middangeard" (međuzemlje) označava bojno polje sila dobra i zla, mjesto između raja i pakla, neba i podzemlja, dakle - Zemlju.
J.R.R. Tolkien je u Međuzemlje smjestio svoje izmišljene jezike i rase te zbivanja koja je obradio u svojim mnogobrojnim djelima od kojih je velik dio kasnije uredio i za izdavanje pripremio njegov sin Christopher Tolkien.

## Reljef

### Gorja
Najduže gorje u Međuzemlju je Magleno gorje (Hithaeglir), koje prolazi sredinom Međuzemlja. Njasjeverniji dio Maglenog gorja zove se Angmarsko gorje, gdje je u davnini bilo zlo angmarsko carstvo čiji je vladar bio Kralj-vještac.
Ered Nimrais je gorje u Gondoru s mnogim izdancima, kao što je na primjer Dor-en-Ernil, koji se proteže sve do poluotoka Belfalasa, ili Drúwaith Iaur koji se nalazio u Andrastu, te mnogo manjih. Na jednom mjestu tvori granicu između Gondora i Rohana.
Na samom sjeverozapadu Međuzemlja nalazi se Modro gorje. Tamo se nalazila zelena i mirna vilin-zemlja u koju ljudi nisu zalazili, ali su patuljci na istočnoj strani Modroga gorja imali svoje rudnike.
Željezna brda bila su jedan od najvećih patuljačkih rudnika. Nalazila su se na sjeveroistoku poznatog Međuzemlja.
Pepelno gorje (Ered Lithui) bijaše sjeverna, a Sumračno gorje (Ephel Duath) zapadna granica zemlje Mordora, crne i neplodne zemlje u kojoj je obitavao zli čarobnjak Sauron i njegova vojska. Ta gorja bijahu izrazito negostoljubiva, te ih je bilo veoma teško prijeći.
Suro gorje (Ered Mithrin) nalazilo se sjeverno od Mrkodola.